# Lophorrhachia atricristata
Lophorrhachia atricristata là một loài bướm đêm trong họ Geometridae.